# 1753 en France
Chronologie de la France
- 1749
- 1750
- 1751
- 1752
- 1753
- 1754
- 1755
- 1756
- 1757

Cette page concerne l’année 1753 du calendrier grégorien.

## Événements
- 22 février : par lettres-patentes, le roi défend au parlement de Paris toute procédure au sujet des billets de confession[1].
- 28 mars : Anne-Robert Turgot devient maître des requêtes[2].

- 9 avril : le parlement de Paris adresse des remontrances à Louis XV sur le refus de sacrements[3] ; le roi refuse de les recevoir[4].
- 20 avril : le duc d’Aiguillon (1720-1788) est nommé commandant en chef de Bretagne (fin en 1768)[5].

- 3 mai : mariage à Versailles du prince de Condé avec Charlotte de Rohan[6].
- 5 mai : grève des membres des chambres des enquêtes et des requêtes du Parlement de Paris[1].
- 8-9 mai : confronté à la grève des magistrats du Parlement de Paris, Louis XV les fait arrêter et assigner à résidence. Les conseillers de la grand-chambre protestent avec virulence ; ils sont transférés à Pontoise par déclaration royale du 11 mai[7].

- 18 septembre : lettres-patentes du roi pour constituer un chambre des vacations dans le couvent des Grands-Augustins pour assurer le service du parlement de Paris[1].
- 21 septembre - 6 octobre : séjour de Stanislas Leszczynski à Versailles[6].

- 23 octobre : exemption de droit d’entrée pour les matières pouvant servir d’engrais, comprenant les fumiers et les cendres de houille[8].
- 29 octobre, Fontainebleau : instructions secrètes à Godeheu, nommé gouverneur des établissements français de l’Inde signées de Machault, garde des sceaux, avec l’ordre de remplacer Dupleix et de le renvoyer en France[1].

- Les années 1752-1753 marquent, selon les notes de d’Argenson, le commencement de l’activisme anticlérical. Il note en 1753 la diminution de plus d’un tiers (?) du nombre des communions, la désertion des collèges de jésuites, la multiplication des masques d’évêques, d’abbés, de moines ou de religieuses lors du carnaval…[9]